# Juan Carlos Unzué
Juan Carlos Unzué Labiano (ur. 22 kwietnia 1967 w Pampelunie) – hiszpański trener i piłkarz występujący na pozycji bramkarza.

## Kariera piłkarska
Juan Carlos Unzué jest wychowankiem Osasuny Pampeluna. Przez dwa sezony występów w pierwszym zespole wystąpił w 15 meczach. W roku 1988 przeszedł do FC Barcelony, gdzie był zmiennikiem Andoniego Zubizarrety. W ciągu dwóch lat gry w zespole z Katalonii rozegrał 5 spotkań. W 1990 roku przeszedł do FC Sevilli. Przez całe 5 lat, w których tam występował był podstawowym bramkarzem. Zagrał w 222 meczach. Po sezonie 1996–1997, kiedy Sevilla spadła z Primera Division, Unzué przeszedł do CD Tenerife. Po dwóch latach gry i 35 meczach w bramce został zawodnikiem Realu Oviedo. Podobnie jak wcześniej w Barcelonie, był zmiennikiem. Tym razem ustępował miejsca Estebanowi. Po dwóch latach bez gry wrócił do swojego pierwszego klubu. W Osasunie był pierwszym bramkarzem, w następnym sezonie był rezerwowym. W trakcie ostatnich dwóch lat kariery w macierzystym zespole rozegrał 41 spotkań.
Juan Carlos Unzué był także młodzieżowym reprezentantem swojego kraju. Występował w reprezentacjach do lat 18, 19, 20 i 21. W tej ostatniej zagrał w 16 meczach.

## Kariera trenerska
Po zakończeniu kariery piłkarskiej, Unzué został trenerem. Powrócił na Camp Nou jako trener bramkarzy FC Barcelony, gdy pierwszym trenerem został Frank Rijkaard. Po pięciu latach, gdy Holender odszedł, a nowym trenerem został Josep Guardiola, Unzué pozostał na swoim stanowisku. W 2010 roku zdecydował się rozpocząć karierę pierwszego trenera i objął funkcję trenera CD Numancia, jednak po niezbyt dobrym sezonie odszedł z niej i wrócił do Barcelony, gdzie ponownie objął funkcję trenera bramkarzy. W 2012 roku po odejściu z Barcelony Guardioli, Unzué odszedł ponownie z Dumy Katalonii i został trenerem Racing Santander, jednak bardzo szybko został z niego zwolniony. W 2014 roku po objęciu posady trenera przez Luisa Enrique został asystentem trenera Dumy Katalonii, wcześniej w latach 2013–2014 pełnił funkcję asystenta Enrique w Celta Vigo. Po tym jak Enrique zdecydował się odejść z Barcelony, Unzué postanowił ponownie spróbować funkcji pierwszego trenera, szczególnie, że media wymieniały jego nazwisko jako jednego z głównych kandydatów na nowego trenera Barcelony, jednak z powodu słabego sezonu 2016/17 zarząd nie zdecydował się na jego zatrudnienie w obawie, że niedużo się zmieni w grze drużyny. 28 maja 2017 roku Celta Vigo ogłosiła, że Unzué powróci do klubu tym razem w roli pierwszego szkoleniowca. W maju 2018 roku, po rozczarowującym sezonie Celty, który zakończył się dla nich 13. miejscem w Primera División, obie strony postanowiły zakończyć współpracę po jednym sezonie. 13 czerwca 2019 roku został ogłoszony nowym szkoleniowcem drugoligowego klubu Girona FC. Został zwolniony z tego stanowiska 21 października 2019, z powodu słabych wyników zespołu. 18 czerwca 2020, na specjalnie zwołanej konferencji prasowej, ogłosił, że choruje na stwardnienie zanikowe boczne, jak dotąd nieuleczalną chorobę układu nerwowego. Ogłosił też, tym samym, zakończenie kariery trenerskiej.

## Sukcesy
- Puchar Zdobywców Pucharów 1988/1989
- Puchar Króla 1989/1990